# Башня смерти (фильм, 1980)
«Башня смерти» (иер. трад. 死亡塔, кант.-рус.: Си мон тхап, англ. Tower of Death) или «Игра смерти 2» (англ. Game of Death II) — гонконгский фильм о боевых искусствах режиссёра Ын Сиюня, вышедший в 1980 году. Вышел как сиквел последнего и частично завершённого фильма Брюса Ли «Игра смерти». Ли умер задолго до производства «Башни», и большинство сцен было взято из других фильмов с Ли, в основном из «Выхода дракона». Помимо имени персонажа Брюса Ли в английской версии «Билли Ло», этот фильм не имеет никакой связи с фильмом Роберта Клауза «Игра смерти».

## Сюжет
После ряда проблем вроде «наездов» на них некоторых бойцов, Билли Ло и его друг мастер Цзинь Ку начинают подозревать, что кто-то хочет их смерти. Позже Билли посещает своего младшего брата Бобби, который занимается у его бывшего учителя и оставляет ему книгу о Джиткундо. Вскоре Цзиня убивают при странных обстоятельствах. Билли, расследуя это дело, отправляется в Японию, чтобы найти его падчерицу Мэй. Мэй говорит ему, что Цзинь побывал незадолго до своей смерти, и оставил для неё фильм. Внезапно на них нападают, но Билли удаётся убежать вместе с фильмом.
Несколько дней спустя Билли посещает похороны Цзиня. Во время похорон прилетает вертолёт и крадёт гроб на глазах у всех. Пытаясь спасти гроб, Билли терпит неудачу и умирает. Бобби Ло узнаёт о смерти брата от их отца, который просит его найти человека по имени Шерман Лан и отомстить за брата. Шерман даёт Бобби тот самый фильм от Мэй, в котором Цзинь Ку находится в неком месте — Дворце Смерти. Дворец Смерти — уединенное китайское поместье, находится во владении Льюиса, сумасшедшего мастера боевых искусств. Любой соперник, который проигрывает Льюису, идёт на растерзание львам. Бобби решает встретиться с Льюисом, который впечатлён способностями Бобби. Во время визита во Дворец, Бобби подвергается нападению человека в маске. Затем он сообщает Льюису о нападении. Вечером того же дня женщина отправляется в комнату Бобби, чтобы соблазнить и убить его. Когда она терпит неудачу, один из львов Льюиса нападает на Бобби. Во время боя появляется человек в маске и убивает Льюиса.
Подозревая в нападениях слугу Льюиса, Бобби ищет его в храме Фэна Ю, где по слухам находится подземная Башня Смерти. После победы над камердинером, Бобби находит секретный вход в башню. Побеждая одного за другим бойцов-охранников башни, Бобби сталкивается с главным врагом — Цзинь Ку. На самом деле Цзинь является главой незаконной организации, связанной с наркотиками. Он инсценировал свою смерть и украл гроб, чтобы его перестали преследовать агенты Интерпола. Понимая, что единственный способ победить Цзиня это Джиткундо Билли, Бобби удаётся одержать победу над соперником и отомстить за брата.

## В ролях
| Актёр        | Роль                    |
| ------------ | ----------------------- |
| Брюс Ли      | Билли Ло (Лэй Чанькён)  |
| Тан Лун      | Бобби Ло (Лэй Чанькуок) |
| Хван Чжон Ри | Цзинь Ку (Чхёнь Кук)    |
| Рой Цяо      | аббат                   |
| Рой Хоран    | Льюис                   |
| Лэй Хойсан   | лысый боец в башне      |
| Хао Люйжэнь  | старик                  |
| Кори Юнь     | охранник в пещере       |
| Марс         | охранник в пещере       |
| Юнь Пиу      | монах с синим шестом    |

## Съёмочная группа
- Кинокомпания: Golden Harvest
- Продюсер: Рэймонд Чоу
- Режиссёр: Ын Сиюнь
- Ассистенты режиссёра: Норман Ло, Сяо Лун, Тхун Лоу, Клиффорд Чхой, Чхой Фай
- Постановщики боевых сцен: Юнь Вопхин
- Оператор: Лён Хэймин, Чён Хой, Ли Ютан, Фрэнки Кён
- Композитор: Фрэнки Чань[англ.]
- Монтажёр: Питер Чён
- Гримёр: Ло Лайкюнь
- Дизайнер по костюмам: Лоу Сёйлинь

## Гонконгский кинопрокат и восприятие
Премьера фильма в гонконгском кинотеатральном прокате состоялась 21 марта 1981 года, и за семь дней картина собрала 1 950 391 гонконгских долларов.
Фильм был крайне неоднозначно воспринят зарубежными кинокритиками.